# Post-punk
Genres dérivés
Rock gothique, rock alternatif, jangle pop, musique industrielle, dark wave, dance-punk, post-punk revival, synthpop, shoegazing, post-rock, post-hardcore
Le post-punk est un genre musical ayant émergé vers la fin des années 1970, en écho à la déferlante punk marquée par un certain radicalisme, et souvent associé au mouvement new wave. Représenté par des groupes emblématiques tels que Siouxsie and the Banshees, Wire, Magazine, Public Image Ltd, The Cure, Devo, The Birthday Party, Gang of Four, Joy Division ou encore The Fall, il se différencie du punk rock par son introversion, un certain goût pour l'expérimentation musicale et sa plus grande élaboration.
La posture générale des artistes rattachés à la mouvance post-punk peut se résumer dans cette déclaration de Allen Ravenstine de Pere Ubu en 1978 : « Les Sex Pistols chantent No Future, mais il y a un futur et nous essayons de le construire. » Le post-punk joue un rôle important dans la scène musicale indépendante des années 1980, et contribue à la gestation de plusieurs courants majeurs du rock, dont le rock gothique, le rock industriel, le rock indépendant ou le rock alternatif.

## Étymologie
Jon Savage et Nick Kent, travaillant respectivement pour les hebdomadaires anglais Sounds et le NME, sont les premiers à utiliser le terme post-punk à la fin des années 1970. Pour l'historien et journaliste anglais Simon Goddard, le triptyque post-punk qui va asseoir les fondations du mouvement est constitué des albums Real Life de Magazine, The Scream de Siouxsie and the Banshees et du premier album  de Public Image Ltd, tous les trois sortis en 1978. Pour Pat Gilbert  de Mojo, « le premier véritable groupe post-punk est Siouxsie and the Banshees », notant leur influence sur Joy Division pour l'utilisation de la répétition d'un motif. Le musicologue John Robb argumente aussi que le tout premier concert des Banshees était « proto post punk » avec une « section rythmique hypnotique ».
La posture revendiquée par des figures emblématiques du post-punk, comme Public Image Ltd., qui incluait John Lydon, ancien chanteur du groupe emblème du punk rock, les Sex Pistols, peut même être interprétée comme une volonté de rupture vis-à-vis du mouvement punk, très vite récupéré par l'industrie musicale et condamné selon certains à n'être plus qu'« une parodie de lui-même ». Une bonne part des groupes de post-punk sont toutefois des groupes issus de la première vague punk dont la musique a évolué, comme The Slits, The Stranglers ou Wire. Le groupe Joy Division issu de la seconde vague, a notamment cité Siouxsie and the Banshees et leur premier album comme « une de nos grosses influences [...] pour la façon inhabituelle de jouer de la guitare et de la batterie ».
En France, Yves Adrien, qui théorisa les concepts d'Afterpunk, et de NovöVision (dans son livre éponyme), puis de diskö, ainsi que son disciple Alain Pacadis, ne sont pas étrangers à l'essor de ce genre culturel.
Rétrospectivement toutefois, le terme est réutilisé à grande échelle pour qualifier des groupes jouant une musique rejoignant certains préceptes du punk, sans que pour autant le lien avec le mouvement punk proprement dit soit nécessairement établi pour certains d'entre eux. En ce sens le terme même de « post-punk », impliquant l'idée d'une succession chronologique, peut être trompeur. Un bon exemple est The Residents, groupe fréquemment affilié au post-punk, mais formé à la fin des années 1960. Pere Ubu, formé en 1975 à l'écart de la scène punk mais cependant considéré comme l'un des chefs de file du post-punk, est un autre cas caractéristique. La même chose pourrait être dite de courants musicaux comme la musique industrielle ou la no wave : tous constituent de bons paradigmes illustrant le fait que le post-punk peut davantage être considéré comme un mouvement parallèle au punk, né de préoccupations artistiques et idéologiques en partie communes à une époque (la fin des années 1970), sans pour autant se résumer à n'en être qu'une simple excroissance,,.

## Caractéristiques

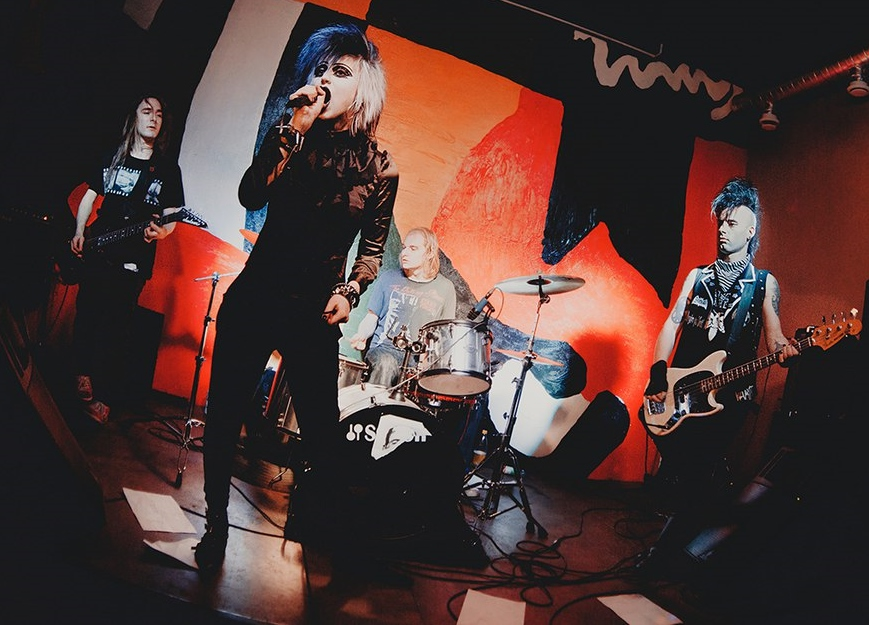
Masquerade groupe finnois en concert à Saint-Pétersbourg, en Russie.

Le post-punk assume l'héritage punk et une certaine indépendance vis-à-vis de l'industrie musicale. Cependant, le son est généralement plus complexe et arty que celui du punk rock classique, qui lui est beaucoup plus direct et violent. Cette tendance se traduit dans l'invention d'une musique plus expérimentale, plus radicale et peut-être plus rebelle en ce sens. Des groupes comme Public Image Ltd. ou Joy Division laissent de côté les revendications terre-à-terre du punk pour se centrer sur des préoccupations plus intérieures et immatérielles. Tout comme le punk cependant, le mouvement post-punk utilise les médias de masse comme canal privilégié d'expression et nourrit de nombreux fanzines et labels indépendants — principalement en Europe (Londres et Berlin).

## Histoire

### Origines
De même que le mouvement punk a des racines dans le garage rock des années 1960 et la scène new-yorkaise des années 1970, le post-punk est influencé par des courants comme le krautrock (Neu!, Can, Kraftwerk, La Düsseldorf), quelques inclassables (The Residents, Captain Beefheart) ou une certaine frange du rock progressif (Robert Wyatt, Brian Eno...). David Bowie et le Velvet Underground sont également des influences de ce mouvement. L'inventivité du funk et du disco s'est retrouvée sous des formes altérées dans des groupes comme ESG et Gang of Four.

### Mouvement post-punk
L'historien Clinton Heylin situe les débuts du post-punk entre août 1977 et mai 1978 avec l'arrivée du guitariste John McKay au sein de Siouxsie and the Banshees, la formation des groupes Magazine et Public Image Ltd, et la décision de Wire de passer d'un quintet à un quartet en éliminant toutes les parties superflues de leurs morceaux. Peu de groupes à l'époque revendiquaient faire partie d'un tel mouvement. En fait dès les débuts de la vague punk rock de la fin des années 1970, on parle très vite dans la presse musicale de « new wave », celle-ci incluant des formations post-punk, mais également et notamment de punk et de power pop.
On peut dire que de nombreuses formations purement post-punk ayant une sensibilité plus mélodique et pas seulement arty, à l'image de Siouxsie and the Banshees, Joy Division, The Cure, The Psychedelic Furs et Echo and the Bunnymen sont des groupes new wave (ou cold wave selon la terminologie utilisée en France). Plus tard le terme « new wave » est utilisé pour désigner les formations pop recourant aux synthétiseurs au début des années 1980. Étant donné que le terme comprend également des groupes aux productions formatées, très commerciales et légères comme l'italo disco, orienté dancefloor et destiné aux discothèques, sans oublier quelques groupes Nouveaux Romantiques, synthpop beaucoup moins underground, on dut quasiment inventer au milieu des années 1980, le terme « alternatif » pour désigner les formations n'étant ni associées à l'image plus légère et proche de la pop de la new wave, ni à l'aspect synthétique ou électronique.
La descendance du post-punk est donc à chercher du côté de la cold wave, du mouvement rock alternatif, du mouvement lo-fi (de Beat Happening jusqu'à Pavement), ainsi que dans la noise pop et le shoegazing à l'image de The Jesus and Mary Chain et My Bloody Valentine, ou encore dans le rock indépendant, la scène baggy à Manchester puis celle du trip hop à Bristol. Logiquement, on peut également trouver un important héritage du côté des nombreuses branches de l'electro.

### Post-punk revival
Un certain renouveau de la musique post-punk émerge avec des groupes comme Liars, The Killers, !!! (Chk Chk Chk), Moving Units, Editors, She Wants Revenge, Interpol, The KVB ou encore le groupe qui est à l'origine de ce revirement The Strokes, très orientés rock indépendant. Le groupe LCD Soundsystem, dont la musique est en partie influencée par des groupes post-punk, reprend des morceaux de Siouxsie and the Banshees et Joy Division.